# Georgia Neese Clark Gray
Georgia Neese Clark Gray (27 de enero de 1898-26 de octubre de 1995) fue una actriz y banquera estadounidense que ocupó el cargo del vigésimo noveno tesorero de los Estados Unidos desde 1949 hasta 1953, y fue la primera mujer en ocupar ese puesto.

## Primeros años
Georgia Neese nació en Richland, Kansas, hija de Albert Neese, agricultor y empresario, y de Ella Sullivan Neese, ama de casa. Su padre, un hombre hecho a sí mismo, había prosperado en los años anteriores a su nacimiento y se había convertido en el principal ciudadano del pueblo, siendo dueño de gran parte de sus propiedades, así como del banco y del almacén general. La familia tenía casas en Richland y en la cercana Topeka, donde Neese asistió a la escuela secundaria y se graduó en 1917. Neese era presbiteriana, pero asistió brevemente al Bethany College, una escuela episcopaliana para mujeres en Topeka, antes de trasladarse a la Washburn University.
Neese se especializó en economía en Washburn y fue miembro de varias organizaciones estudiantiles. Fue presidenta del club de teatro y miembro del capítulo Upsilon de Alpha Phi. Decidida a convertirse en actriz, se trasladó a Nueva York tras su graduación en 1921 y se matriculó en la Franklin Sargent School of Dramatic Art.

## Carrera en la actuación
Georgia Neese comenzó su carrera de actriz en varias compañías de teatro. Gray siguió su carrera de actriz de 1921 a 1931, viviendo en  Nueva York, conociendo a Helen Hayes y Charlie Chaplin, haciendo giras por el país y ganando 500 dólares a la semana. Cuando la Depresión y la aparición de las películas sonoras, truncaron su carrera teatral,  y volvió a casa para cuidar de su padre enfermo.

## Familia empresaria
Gray empezó a trabajar en el Richland State Bank de su padre como cajera auxiliar en 1935. Tras la muerte de su padre en 1937, heredó el control y la presidencia del Richland State Bank, así como el almacén de ramos generales de la familia, el elevador de granos, el aserradero, la agencia de seguros, muchas granjas y otros bienes inmuebles.

## Antecedentes políticos
Gray participó activamente en el Partido Demócrata estatal y fue elegida miembro del Comité Nacional Demócrata de Kansas en 1936, cargo que ocupó hasta 1964. Fue una representante del partido elocuente y muy apreciada y una de las primeras partidarias de Harry S. Truman. Este apoyo hizo que fuera nombrada la primera mujer que ocupó el cargo de Tesorera de los Estados Unidos entre 1949 y 1953.

## Carrera posterior
Todo el pueblo de Richland fue comprado por el Cuerpo de Ingenieros del Ejército de los Estados Unidos a finales de la década de 1960 como parte de los terrenos adquiridos para el lago Clinton. En 1974, el pueblo fue desalojado y los edificios restantes fueron demolidos poco después. Tras el anuncio del proyecto, el Gobierno tardó en proceder dejando a los propietarios sin saber si debían mantener sus propiedades y sin poder venderlas para reubicarlas. Gray desempeñó un papel importante al instar al Congreso a que proporcionara fondos para el proyecto, de modo que los propietarios pudieran seguir adelante con sus vidas.
Trasladó el Richland State Bank a Topeka en 1964 y lo rebautizó con el nombre de Capital City State Bank, que posteriormente se cambió por el de Capital City Bank. A finales del siglo XX, había establecido varias sucursales en toda la capital.

## Vida personal
Se casó con su representante, George M. Clark, en 1929. Aunque el matrimonio terminó en divorcio a mediados de la década de 1940, siguió siendo conocida como Georgia Neese Clark durante un tiempo incluso después de su segundo matrimonio. En 1953 se casó con Andrew J. Gray, periodista y agente de prensa.
Georgia Neese Clark Gray no tuvo hijos.

## Póstumo
Gray murió el 26 de octubre de 1995, a la edad de 97 años, y está enterrado en el cementerio de Pleasant Hill, situado aproximadamente en la 87th y Ratner Road, a 1,5 millas al sur y 3 millas al este de Berryton, Kansas.
El Georgia Neese Gray Performance Hall del Topeka Performing Arts Center lleva su nombre.
El premio Georgia Neese Gray está reservado para su entrega a los habitantes de Kansas que hayan ocupado un cargo electo a nivel municipal y/o de condado y que hayan prestado un servicio destacado a su comunidad local en pos de los principios del Partido Demócrata de Kansas. Dicho servicio es un reconocimiento a una larga y amplia participación en tareas de servicio público a la ciudad, el condado y el estado. Este premio se considerará el más alto honor que puede otorgar el Partido Demócrata de Kansas a sus funcionarios electos municipales y del condado.
El 6 de febrero de 2008 ingresó en el Salón de la Fama Empresarial de Topeka.

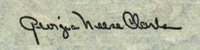
La firma de Clark, tal como se utiliza en la moneda estadounidense

En 2016, Georgia Neese Gray ingresó en el Salón de la Fama Empresarial de Kansas.